# Comarca de València
València és una comarca del centre del País Valencià. Tan sols inclou el municipi de València (que conté algunes pedanies que són enclavaments dins de l'Horta Nord), sent l'única ciutat-comarca del País Valencià. La seua capital, per tant, és la ciutat de València. És una comarca considerada amb predomini lingüístic valencià, encara que la seua població està prou castellanitzada. Antigament pertanyia a la comarca de l'Horta de València, que incloïa les actuals comarques de l'Horta Nord, l'Horta Sud i la ciutat de València. A causa del creixement de totes aquestes comarques es va dividir en les quatre comarques actuals.

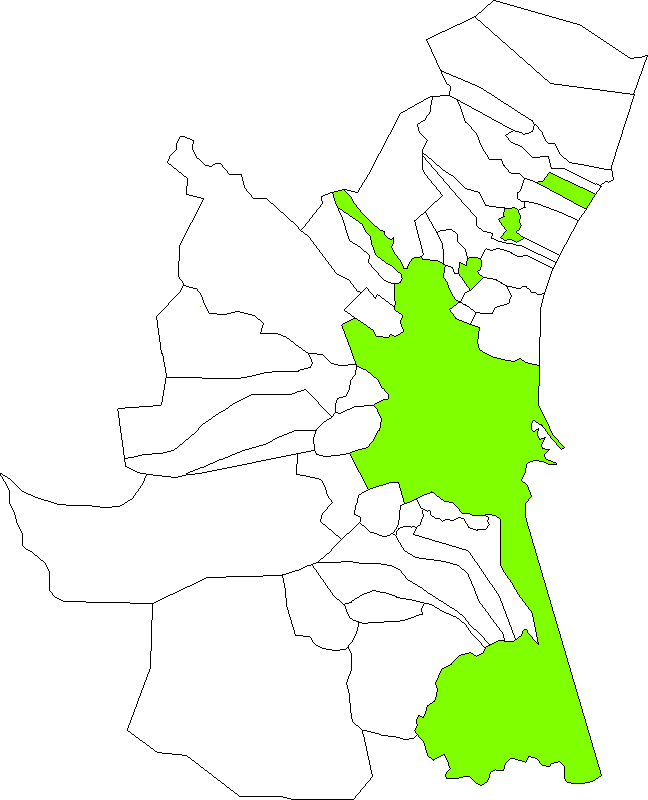
València respecte l'antiga Horta de València.

La comarca de València limita amb l'Horta Nord i l'Horta Sud en aquests punts cardinals i a l'est amb la mar Mediterrània. Al sud, la comarca de València inclou i administra l'Albufera i, per tant, limita també al Sud amb la Ribera Baixa.
Només inclou un municipi, el de València, però moltes pedanies d'aquell municipi (el Perellonet, el Saler, el Palmar, etc.), algunes d'elles situades enmig de les altres dos comarques de l'Horta.
- Per a informació més detallada del municipi i les seues pedanies, consulteu la informació sobre la ciutat de València.

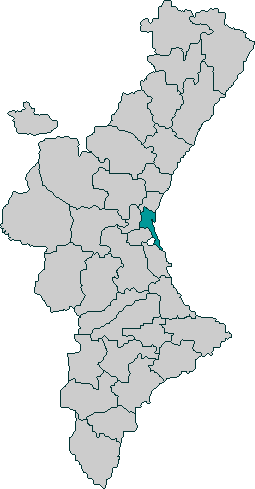
Localització de la Comarca de València respecte al País Valencià